# 埃德蒙頓 (倫敦)
埃德蒙頓（Edmonton）是倫敦的一個地區，位於恩菲爾德倫敦自治市的東北，查令十字北北東8.6英里（13.8）。據2001年人口普查，埃德蒙頓有人口96,493人 。